# 1972年大西洋飓风季
1972年大西洋飓风季是1930年后最不活跃的大西洋飓风季，一共只形成4场获得命名的风暴。飓风季于1972年6月1日正式开始，同年11月30日结束。传统上这样的日期界定了一年中绝大多数热带或亚热带气旋在大西洋盆地形成和发展的时间段。亚热带风暴阿尔法是本季首场风暴，于5月23日在美国东南部近海发展形成并袭击佛罗里达州，造成轻度破坏并有两人丧生。此后虽有多个热带低气压形成，但经确知影响陆地的只有第五号热带低气压。
飓风艾格尼丝是本季最具知名度的风暴，对美国造成的破坏程度创下新纪录，直到7年后才被1979年的飓风弗雷德里克超越。从古巴最西侧掠过后，飓风从佛罗里达州西北狭长地带登陆，造成至少21亿美元（1972年美元）的巨额损失，还夺走137条人命，其中大部分都是由宾夕法尼亚州和纽约州的内陆洪灾引起。飓风贝蒂是本季强度最高的风暴，在亚速尔群岛以西达到风力时速165公里的最高强度。热带风暴卡丽从马萨诸塞州近海经过，产生暴雨并导致4人丧生，但破坏程度较轻，损失数额仅178万美元。
另外几场获得命名的风暴分别是唐恩、查理和德尔塔，都没有对陆地构成显著影响。受强烈的厄尔尼诺现象制约，飓风季的活跃程度很低，一共仅形成4场热带风暴和3场亚热带风暴，其中3场达到飓风强度。同时，本季还是1944至2015年间仅有的5个没有大型飓风形成的大西洋飓风季，另外4个分别是1968、1986、1994和2013年大西洋飓风季。此外，1972年大西洋飓风季还首次为亚热带风暴命名，不过采用的名称是北约音标字母，而不是标准名单上的名称。合并计算，全季所有风暴一共造成137人死亡，经济损失超过21亿美元。

## 季节总览

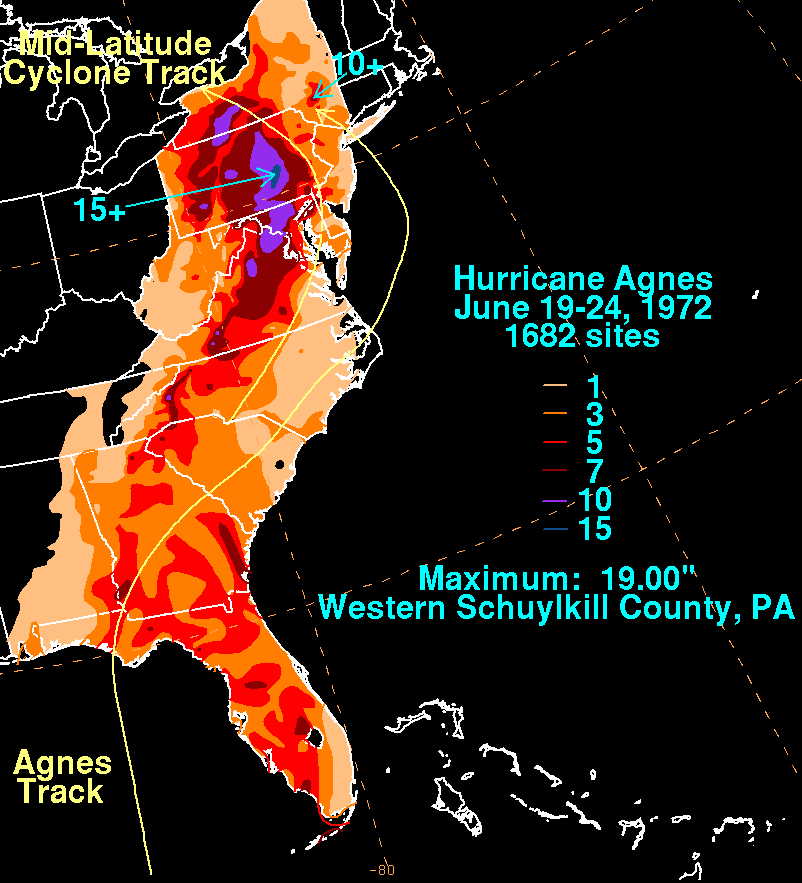
飓风艾格尼丝在美国的降水分布

1972年大西洋飓风季于1972年6月1日正式开始，虽然形成的热带气旋总数有19个，但只有其中7个达到热带风暴强度，低于1950至2000年间每季9.6场风暴获得命名的平均值。全部7场热带或亚热带风暴中只有3场成为飓风，同样低于往年均值。全季没有形成大型飓风，即没有风暴达到萨菲尔-辛普森飓风等级中的三级飓风标准。总体而言，1972年大西洋飓风季的活跃程度很低，期间出现的东风波数量虽然同上一季接近，但在厄尔尼诺现象的影响下，东大西洋的上层水温偏低，垂直风切变也比较多，共同导致这种低迷情况出现。本季共有两场飓风和一场亚热带风暴登陆，共夺走137条人命，经济损失超过21亿美元。亚热带风暴德尔塔是本季最后一场风暴，于11月7日转变成温带气旋，这时离飓风季于11月30日正式结束还有23天。
飓风季的热带天气活动于5月拉开帷幕，亚热带风暴阿尔法在5月下旬发展形成。6月共生成3个热带气旋，其中包括飓风艾格尼丝和两个热带低气压。7月也形成3个热带天气系统，但都没达到热带风暴强度。8月是本季最繁忙的月份，共形成5个热带气旋，其中3个只达到热带低气压强度，另外两个分别是飓风贝蒂和热带风暴卡丽。9月的热带天气活跃度略有回落，形成飓风唐恩、亚热带风暴查理和两个热带低气压。10月也有3个热带低气压形成。11月形成的风暴只有亚热带风暴德尔玛，于1日成形，7日消散。
本季的活跃程度也通过累积气旋能量指数的低迷反映出来，只有36，远低于1981至2010年间的中位数92，是1962年后最低的1年。大致来说，气旋能量指数通过对飓风的强度和持续时间来计算，强度越高，持续时间越长的风暴，其指数也相应越高。只有在热带系统风速达到或超过每小时63公里（34节）或热带风暴强度时才会对这一指数进行计算，并纳入全面的气象公告中。通常情况下，美国国家飓风中心会在飓风季结束后重新检视相应数据，做出适当调整。

## 风暴

### 亚热带风暴阿尔法
5月23日，南、北卡罗莱纳州东南方向海域的冷芯低气压区发展出亚热带低气压。系统起初向东北方向移动，但5月26日又因有高压脊形成而突然大幅转向南下。当天下午，系统强化成亚热带风暴阿尔法，并开始朝乔治亚州海岸逼近。达到最大持续风速每小时110公里的最高强度后，气旋开始减弱。5月27日晚，风暴以风力时速75公里强度从乔治亚州格林县县城布伦瑞克（Brunswick）附近登陆。阿尔法接下来减弱成热带低气压，并于5月29日进入墨西哥湾东北部后消散。
佛罗里达州有两人因风暴引起的恶劣海况溺毙，杰克逊维尔梅波特海军基地的一座港口被迫暂停开挖加深工作。乔治亚州沿海潮汐比正常水平高0.61至0.91米，引发一定程度的洪灾和海滩侵蚀。圣西蒙斯岛（Saint Simons Island）的阵风时速有93公里。大风刮倒部分树木，还令多条输电线缆中断，乔治亚州东部部分居民家中停电。该州所受破坏程度较轻，但范围甚广，估计损失数额超过5万美元。此外，南卡罗莱纳州到佛罗里达州南部都出现中等程度降水。阿尔法是历史上第一个获命名的亚热带风暴。

### 飓风艾格尼丝
6月14日，极锋和尤卡坦半岛上空的上层低压槽共同影响，催生出热带低气压。6月15日，气旋进入加勒比海西部，到次日时已强化成热带风暴并获名“艾格尼丝”（Agnes）。风暴蜿蜒北上，于6月17日掠过古巴西部。气旋继续增强，于6月18日升级成飓风。之后一天里艾格尼丝的强度波动很小，然后于6月19日从佛罗里达州巴拿马城附近登陆。飓风上岸后迅速减弱，进入乔治亚州时已降级成热带低气压。接下来，风暴的减弱速度放缓，并经乔治亚州进入南卡罗莱纳州上空。6月21日，艾格尼丝在北卡罗莱纳州东部上空因受斜压活动影响而再度增强，达到热带风暴标准。次日清晨，气旋进入大西洋，之后又回转向西北方向移动，以强烈热带风暴标准从纽约附近登陆。6月23日，艾格尼丝快速同不含热带特征的低气压天气系统合并。
古巴西部降下暴雨并引发洪灾，有97套房屋被毁，个别城镇同外界的交通中断，还有低洼地区的农作物被淹，该国共有7人丧生。艾格尼丝还催生出大量龙卷风，仅确认的就有26场，其中24场发生在佛罗里达州，两场在乔治亚州。单这些龙卷风就造成价值超过450万美元的破坏，还夺走6条人命。佛罗里达州至少有2082幢建筑不是被毁便是严重受损，另有约1355套住宅受到轻度破坏。虽然气旋登陆时尚达飓风标准，但并没有任何地点测得该强度狂风。异常高涨的潮水引起大范围破坏，并以阿巴拉契科拉到锡达礁间区域情况严重。佛罗里达州共有9人因艾格尼丝丧生，经济损失约为4000万美元。阿拉巴马州、特拉华州、乔治亚州、俄亥俄州、南卡罗莱纳州、田纳西州以及新英格兰地区都受到气旋影响，但总体程度很轻。但据报导，特拉华州和乔治亚州分别有1人和3人因此遇难。
宾夕法尼亚州是受这场风暴影响最严重的地区，其中大部分破坏都是由严重洪灾引起。全州以斯古吉尔县降雨量最高，达460毫米，导致包括特拉华河、萨斯奎哈纳河、朱尼亚塔河（Juniata River）、拉克万纳河（Lackawanna River）和沙士克哈纳河西部支流（West Branch Susquehanna River）在内的多条河流和溪流浪头高度创下新纪录。面对洪灾威胁，有十万余人被迫离开家园。全州共有超过3000户商铺和6万8000套民房被毁，至少22万人流离失所。截至2015年，艾格尼丝仍然是宾夕法尼亚州历史上造成破坏最严重的自然灾害。纽约州也受到风暴重创，包括杰纳西河（Genesee River）、阿勒格尼河（Allegheny River）、希芒河（Chemung River）、萨斯奎哈纳河及泰奥加河在内的许多河流浪头高度刷新原有纪录。科宁、埃尔迈拉和奥利安，以及该州南部的许多城镇都爆发重大洪灾。纽约全州共有32万8232户民宅和628幢其它类型建筑受损，1547家小型企业遭到严重破坏或彻底被毁。加拿大有一套移动房屋被推翻，导致两人遇难。飓风艾格尼丝在美国和加拿大一共夺走131条人命，经济损失超过21亿美元。

### 飓风贝蒂
8月21日，卫星图像显示一片已经存在较长时间的锋区内有扰动天气区形成。次日中午12点，百慕大东北偏北方向约470公里海域发展出亚热带低气压。系统在向东北偏东和东面移动期间缓慢增强，到8月24日时已成为亚热带风暴并获名“布拉沃”（Bravo）。接下来24小时里，气旋的增强幅度很小。但由于外界大气环境中的上层低压槽逐渐深化、还有高压脊形成，风暴外流和深层对流都得以强化。此外，侦察机发现系统核心正朝暖芯过渡。虽然一度因西北向风的不利影响而无法进一步发展，但到了8月26日晚，布拉沃又已继续发展出热带天气系统特征，并在另一个逐渐深化低压槽的影响下加速向东行进。
侦察机测得每小时158公里的强劲风速，卫星图像表明风暴外观同典型的热带气旋非常相似，美国国家飓风中心因此把位于亚速尔群岛以西约1480公里海域的风暴归类成飓风，并以“贝蒂”（Betty）为其命名。经过进一步强化，贝蒂于8月28日清晨达到最大持续风速每小时165公里，最低气压976毫巴（百帕，28.8英寸汞柱）的最高强度，属二级飓风标准。气旋接下来快速朝东北偏东方向移动，再于次日逐渐放缓前进速度。受高空北向风力影响，贝蒂此时已减弱成一级飓风。风暴此后曾短暂南下，但很快又再度转向，总体朝西面进发，于8月31日降级成热带风暴。当天晚上，气旋转向北上逼近低压槽，最终于9月1日在亚速尔群岛科尔武岛西北方向约910公里洋面转变成温带气旋。

### 热带风暴卡丽
8月29日，佛罗里达州以东洋面在东风波和上层低气压区的共同影响下发展出热带低气压。气旋于8月31日成为热带风暴并获名“卡丽”（Carrie），并在当天达到风力时速95公里的第一波强度高峰。接下来由于上层风增多，气旋开始减弱，到9月2日强度已回落到热带风暴下限。受斜压影响，卡丽开始重新强化，于9月3日达到风速每小时110公里的最高强度，但很快就转变成温带气旋。温带风暴继续向东北方向移动，于9月4日袭击缅因州。次日，卡丽的温带残留在圣罗伦斯湾上空消散。
卡丽对新英格兰以南的美国东岸地区影响很小，仅限于涌浪、阵风和小雨。新英格兰东南部的情况较为严重，阵风时速达到135公里，降雨量超过300毫米。沿海及略靠内陆的区域所受破坏最为严重，马萨诸塞州因风暴导致轮船暂停服务，数以千计的居民因此被困在近海岛屿上。风暴造成的总体破坏程度较轻，共计导致4人死亡，经济损失约为178万美元。

### 飓风唐恩
9月5日，巴哈马萨尔礁岛附近在东风波和上层低压槽的共同影响下发展出热带低气压。 当天下午，低气压吹袭佛罗里达州基拉戈岛（Key Largo），然后朝佛罗里达州内陆进发。风暴在该州产生的降水很少，降雨量最高的是门罗县塔瓦尼埃（Tavernier），但也只有30毫米。系统继续向东北方向移动，很快就重返大西洋。9月6日进入大巴哈马岛以北海域期间，低气压增强成热带风暴并获名“唐恩”（Dawn）。9月7日，北卡罗莱纳州哈特拉斯角（Cape Hatteras）附近发展出冷芯低气压，此后一直在影响唐恩的动向。风暴在此期间升级成一级飓风，然后在9月8日蜿蜒向西北偏西方向前进，于9月8日达到最大持续风速每小时130公里、最低气压997毫巴（百帕，29.4英寸汞柱）的最高强度。
唐恩一度威胁中大西洋地区，弗吉尼亚州钦科蒂格水湾到新泽西州开普梅之间地区于9月8日收到风暴和烈风警告。但飓风实际上在9月9日转向东南并降级成热带风暴。到了9月10日，冷芯低气压区已不再对唐恩的动向构成影响，气旋开始西进，但仍在继续衰退。9月12日，风暴在乔治亚州以东较远处洋面弱化成热带低气压。9月13日，系统逼近乔治亚州和南卡罗莱纳州近海的一系列屏障岛，但又回转向东北移动，同陆地保持距离。9月14日，唐恩在南卡罗莱纳州棕榈岛以东不到25公里洋面消散。风暴产生的影响很小，乔治亚州和南卡罗莱纳州部分地区降下小雨。

### 亚热带风暴查理
9月19日，百慕大东北方向约740公里海域发展出规模非常小的圆形亚热带低气压。气旋起初向东北偏北方向移动，于次日清晨强化成亚热带风暴并获名“查理”（Charlie）。系统接下来快速朝东北方向移动并继续增强，于9月20日晚达到风力时速100公里的最高强度。气旋接下来很快就失去热带天气系统特征，于9月21日清晨在纽芬兰岛开普雷斯（Cape Race）以东约1010公里洋面转变成温带气旋。不过，转变而成的温带风暴接下来有大幅强化，最低气压降至944毫巴（百帕，27.9英寸汞柱），通常只有强烈的三级飓风才会有这么低的气压值。9月22日清晨，查理的温带残留在北大西洋上空消散。

### 亚热带风暴德尔塔
11月1日，一股向西南方向移动的冷芯低气压区在行进至亚速尔群岛弗洛雷斯岛西南偏西方向约1530公里海域时发展成亚热带低气压。系统成形后快速强化，不久后就升级成亚热带风暴并获名“德尔塔”（Delta）。11月3日清晨，气旋达到最大持续风速每小时75公里、最低气压1001毫巴（百帕，29.6英寸汞柱）的最高强度。德尔塔此时一度南下，但很快又于11月4日转向，开始总体朝东面进发。风暴不久后就开始减弱，于次日降级成热带低气压。气旋继续东进，但速度在11月6日放缓并转向北上，最终在弗洛雷斯岛西南方向约1270公里海域消散。

### 其它风暴

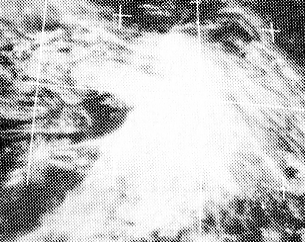
协调世界时1972年6月19日16点19分，飓风艾格尼丝以东的热带低气压。

除上述获得命名的风暴外，本季还曾形成多个强度不高的热带低气压。艾格尼丝在美国东南部上空移动期间，百慕大西南方向约640海域于6月19日发展出热带低气压。系统向东北方向移动，逐渐逼近百慕大，最终于次日消散。7月10日，佛罗里达州北部近海发展出本季第五号热带低气压。气旋总体保持北上趋势，于7月12日从北卡罗莱纳州恐怖角（Cape Fear）附近登陆，最终于两天后在弗吉尼亚州上空消散。系统在多个州降下小雨，但北卡罗莱纳州的雪松岛（Cedar Island）测得200毫米雨量。7月16日亚速尔群岛弗洛雷斯岛西南方向约690公里海域又发展出热带低气压，系统起初行动速度缓慢，于7月19日开始蜿蜒向东北方向前进。次日晚上，低气压在弗洛雷斯岛以西约360公里洋面消散。7月31日，百慕大东南方向约830公里海域发展出热带低气压。气旋向西南方向的巴哈马和小安的列斯群岛移动，最终于8月3日在特克斯和凯科斯群岛东北方向约360公里海域消散。
8月5日，有热带低气压在塞内加尔上空发展形成。系统向西移动，从佛得角以南经过后于8月8日在该群岛西南方向洋面消散。四天后，南卡罗莱纳州查尔斯顿东南偏东方向约280公里海域形成热带低气压。气旋缓慢向东北前进并有小幅增强，最终于8月15日在北卡罗莱纳州哈特拉斯角东南方向约340公里海域消散。次日，塞内加尔近海形成本季第十号热带低气压。系统总体向西移动，经佛得角先后吹袭福古岛和圣地亚哥岛。到8月18日时，气旋已经消散。9月3日，百慕大东南偏东方向约1300公里洋面发展出热带低气压。系统朝东南方向逼近亚速尔群岛，但9月5日就在弗洛雷斯岛西南方向约1210公里海域消亡。9月20日，又有热带低气压在佛得角西南偏西方向约920公里洋面成形。气旋起初总体保持向西移动，但又在9月21日转向西北偏西。三天后，低气压在巴巴多斯东北偏东方向约1430公里海域消散。
10月1日，百慕大东南偏东方向约1100公里海域发展出热带低气压。气旋保持缓慢北上趋势，最终于10月3日在纽芬兰岛开普雷斯东南偏南方向约815公里洋面消散。两天后，几内亚比索博拉马以西约190公里海域又有热带低气压成形。系统起初总体向西移动，于10月8日蜿蜒转向西北。五天后，气旋在小安的列斯群岛东北方向较远处转向北上。10月14日，系统已开始朝东北偏北前进。次日，低气压在百慕大东北偏东方向约1300公里洋面消散。10月16日，佛得角布拉瓦岛西南方向约715公里洋面形成热带低气压。气旋起初总体朝西北偏西方向前进，最终在巴巴多斯和佛得角之间的中途海域消散。

## 风暴名称
以下名单中列出的是1972年用来给北大西洋热带气旋命名的名称，其中艾格尼丝（Agnes）、贝蒂（Betty）和唐恩（Dawn）都是这年首度使用，没有使用的名称以灰色显示。所有名称中只有艾格尼丝退役，今后不会再使用。没有使用的名称以灰色显示。
| - Edna（未用） - Felice（未用） - Gerda（未用） | - Harriet（未用） - Ilene（未用） - Jane（未用） - Kara（未用） - Lucile（未用） - Mae（未用） - Nadine（未用） | - Odette（未用） - Polly（未用） - Rita（未用） - Sarah（未用） - Tina（未用） - Velma（未用） - Wendy（未用） |

### 亚热带风暴名称
以下名单中列出的是1972年用来给北大西洋亚热带风暴命名的名称，这也是历史上首次采用北约音标字母为亚热带气旋命名。没有使用的名称以灰色显示。
| - Echo（未用） - Foxtrot（未用） - Golf（未用） | - Hotel（未用） - India（未用） - Juliet（未用） - Kilo（未用） - Lima（未用） - Mike（未用） - November（未用） | - Oscar（未用） - Papa（未用） - Quebec（未用） - Romeo（未用） - Sierra（未用） - Tango（未用） - Uniform（未用） | - Victor（未用） - Whiskey（未用） - X-Ray（未用） - Yankee（未用） - Zulu（未用） |